# تشارلز ميرفي (سياسي)
تشارلز ميرفي (بالإنجليزية: Charles Murphy)‏ هو دبلوماسي ومحامي وسياسي كندي، ولد في 8 ديسمبر 1862، وتوفي في 24 نوفمبر 1935. حزبياً، نشط في الحزب الليبرالي الكندي. وقد انتخب عضو مجلس الشيوخ الكندي وانتخب عضو مجلس العموم الكندي.